# مؤامرة الطرود المفخخة (2010)
مؤامرة الطرود المفخخة في 29 أكتوبر 2010، تم العثور على طردين يحتوي كل منهما على قنبلة تتكون من 300 إلى 400 جرام (11-14 أوقية) من المتفجرات البلاستيكية مع جهاز تفعيل المتفجرات، وقد تم نقل القنابل على متن طائرتين شحن مختلفة. كشفت هذه المؤامرة من قبل عميل تابع للاستخبارات العامة السعودية حيث كانت وجهة الطرود المفخخة من اليمن إلى الولايات المتحدة، وبعد تحذير الاستخبارات العامة السعودية تم إيقاف الطائرة الأولى في مطار إيست ميدلاندز في المملكة المتحدة والأخرى في مطار دبي الدولي في الإمارات العربية المتحدة.
بعد أسبوع واحد أعلن تنظيم القاعدة في جزيرة العرب عن مسؤوليته الكاملة عن هذه المؤامرة، بالإضافة إلى حادثة تحطم طائرة يو بي إس الرحلة 6. تعتقد السلطات الأمريكية والبريطانية أن أنور العولقي من تنظيم القاعدة في جزيرة العرب كان وراء هذه المؤامرة، وأن الشخص الذي يقف خلف صنع هذه القنابل هو خبير المتفجرات الرئيسي في تنظيم القاعدة في جزيرة العرب إبراهيم حسن عسيري. تعتقد السلطات الأمريكية أن هدف العملية تفجير الطائرتين فوق شيكاغو أو مدينة أخرى في الولايات المتحدة.

## كشف العملية

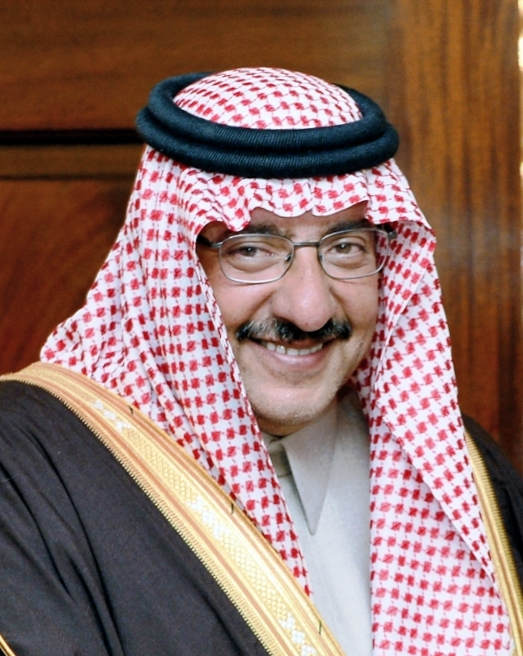
نائب وزير الداخلية السعودي الأمير محمد بن نايف الذي أوصل المعلومة إلى الولايات المتحدة وألمانيا.

في 27 أكتوبر، تم وضع الطرود المفخخة من قبل امرأة في مكاتب فيديكس ويو بي إس في صنعاء باليمن، وكان من المقرر أن تصل إلى شيكاغو في 1 نوفمبر. في 28 أكتوبر، قام نائب وزير الداخلية السعودي المكلف بمكافحة الإرهاب، الأمير محمد بن نايف، بالاتصال بجون برينان، نائب مستشار الأمن القومي الأمريكي ورئيس مكافحة الإرهاب ومكتب الاستخبارات المركزية السابق في الرياض لتحذيره من المؤامرة. وزودت الاستخبارات العامة السعودية الولايات المتحدة وألمانيا بأرقام التتبع ووجهات الطرود، وطلبوا منهم البحث عن متفجرات موضوعة في مخازن الحبر داخل الطابعات.
كشفت الاستخبارات العامة السعودية المؤامرة من خلال أحد عملائها في تنظيم القاعدة في جزيرة العرب ويعتقد ان هذا العميل هو جابر جبران الفيفي، وهو سجين سابق في معتقل غوانتانامو تم تسليمه إلى المملكة العربية السعودية لإعادة تأهيله في عام 2006. ثم فر إلى اليمن في 2008 وانضم إلى تنظيم القاعدة في جزيرة العرب، وفي 16 أكتوبر 2010 قام بتسليم نفسه إلى الأجهزة الأمنية السعودية، وقام بعد القبض عليه بتزود الاجهزة الأمنية السعودية بمعلومات حول المؤامرة. يعتقد المسؤولون اليمنيون بأن جابر جبران الفيفي لم ينضم للقاعدة، ولكنه أصبح عميلًا للاستخبارات العامة السعودية. وقالوا إن المعلومات حول المؤامرة حديثة جدًا، وأن المعلومات يجب أن تكون قد جاءت من عميل سعودي في تنظيم القاعدة في جزيرة العرب.

### المملكة المتحدة

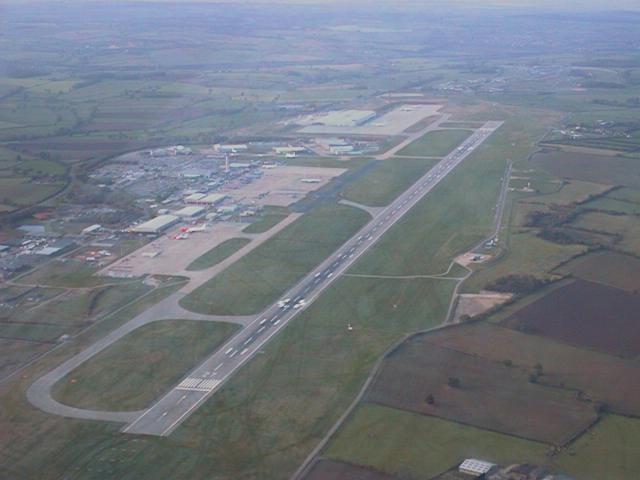
مطار إيست ميدلاندز في ليسترشير.

غادر الطرد الأول صنعاء، على متن طائرة ركاب متجهة إلى دبي في الإمارات العربية المتحدة. ثم نقلت بعد ذلك على متن طائرة شحن تابعة لشركة يو بي إس إلى مطار كولونيا بون الدولي في ألمانيا، حيث يوجد هناك مركز لخطوط يو بي إس الجوية. بعد وصولها تم وضعها على طائرة يو بي إس الرحلة 232، وهي طائرة شحن من نوع بوينج 767 متجهة إلى مطار إيست ميدلاندز في ليسترشير. وبعد ذلك كان من المقرر أن تنتقل إلى مطار أوهير الدولي في شيكاغو عبر مدينة فيلادلفيا في ولاية بنسلفانيا.
هبطت طائرة يو بي إس في مطار إيست ميدلاندز في الساعة 2:13 صباحًا بالتوقيت المحلي في 29 أكتوبر. وتم تنبيه خبراء المتفجرات في الجيش والشرطة البريطانية إلى وجود القنبلة على متن الطائرة، وبدأت عملية البحث عن الطرد في الطائرة وفي مستودع توزيع طرود يو بي إس بالمطار. كما انضم إليهم ضباط من قسم مكافحة الإرهاب من سكوتلاند يارد. قدمت السلطات الأمريكية رقم تتبع الطرد، وتم فحص طابعة الكمبيوتر الموجودة في الطرد داخلها بأجهزة الكشف عن المتفجرات والأشعة السينية وتعريضها لمسحات كيميائية واستنشاقها بواسطة الكلاب البوليسية، ولكن لم يتم اكتشاف أي متفجرات. تمت إزالة الطرد المشتبه به لأجراء المزيد من الفحوصات، كما سمحت السلطات لطائرة يو بي إس بأكمال رحلتها إلى فيلادلفيا في الساعة 4:20 صباحًا بالتوقيت المحلي.
أشار الفحص الشرعي في وقت لاحق إلى أن القنبلة تم تفكيكها من غير قصد من قبل خبراء المتفجرات في سكوتلاند يارد، الذين أخرجوا مخزن الحبر من الطابعة أثناء عمليات الفحص، قبل حوالي ثلاث ساعات من انفجار القنبلة والتي كان من المقرر أن تنفجر في تمام الساعة 10:30 صباحًا. لم يكن الضباط على علم عندما أخذوا مخزن الحبر من الطابعة أنه كان يحتوي على قنبلة. استمر المسؤولون البريطانيون في الاعتقاد بعدم وجود متفجرات في الطابعة، لكن السلطات الأمريكية أصرت على فحص الطابعة مرة أخرى. ثم تشاورت السلطات البريطانية مع المسؤولين في دبي، الذين اكتشفوا قنبلة مماثلة في مخزن الحبر في إحدى الطابعات، وتحدث جهاز الاستخبارات البريطاني مع العميل السعودي. وقام ضباط شرطة سكوتلاند يارد بنقل الطابعة ومخزن الحبر في طائرة هليكوبتر تابعة للشرطة إلى مختبر علوم وتكنولوجيا الدفاع في فورت هالستيد بالقرب من لندن، واكتشفوا القنبلة في حوالي الساعة 2 مساءً.

### دبي
صرحت الخطوط الجوية القطرية إن الطرد الثاني نقل على متن طائرتين ركاب تجارية. الطائرة الأولى من نوع إيرباص إيه 320 حيث طارت من العاصمة اليمنية صنعاء، إلى مطار الدوحة الدولي في قطر، في 28 أكتوبر. وكانت الطائرة الثانية ممن نوع إيرباص إيه 321 أو بوينج 777 التي كانت متجهة من الدوحة إلى دبي. لاحقًا تم اكتشاف الطرد الثاني على متن طائرة تابعة لشركة فيديكس واقفة في مستودع فيديكس في مطار دبي الدولي في حوالي الساعة 9:00 بتوقيت جرينتش يوم 29 أكتوبر. كان من المقرر أن تطير الطائرة إلى مطار نيوآرك ليبرتي الدولي في نيوارك في نيو جيرسي، ثم إلى مطار أوهير الدولي في شيكاغو.

## الطرود

### العناوين
كانت الطرود موجهة إلى مواقع كنيس يهودية في شيكاغو. يعتقد المحققون أن الإرهابيين استخدموا معلومات قديمة حول العناوين وجدوها على الإنترنت. تم توجيه الطرد الأول إلى كنيسة في ليكفيو والتي كانت ذات مرة مكان عبادة لليهود، والآخر قد أرسل إلى كنيس مغلق في حديقة إيست روجرز. يقول سيمون كالدر في ذي إندبندنت:
اليمن دولة لا تقدم تجهيزات مكتبية لمنظمات دينية مثل المعابد في منطقة شيكاغو. لذلك، كان على الموظفين في مكاتب الطرود في العاصمة صنعاء أن يفحصوا الإرساليات عن كثب قبل السماح لهذه الطرود ان تنتقل للطائرات، لكنهم لم يفعلوا.
تم توجيه الطرود إلى أشخاص محددين في العناوين وهؤلاء الأشخاص أتضح لاحقًا أنهم شخصيات تاريخية تعود إلى فترة محاكم التفتيش الإسبانية والحروب الصليبية. حيث تم إرسال طرد واحد إلى دييغو ديزا، الذي اتضح لاحقًا أنه كبير المحققين أثناء محاكم التفتيش الإسبانية. أما الطرد الآخر فتم إرساله إلى أرناط، وهو صليبي فرنسي تم قطع رأسه في عام 1187 من قبل السلطان صلاح الدين الأيوبي في القرن الثاني عشر.